# 索羅基內 (比洛皮利亞區)
索羅基内（烏克蘭語：Сорокине），是烏克蘭東北部蘇梅州比洛皮利亞區的旧村，隶属于伊斯克里斯基夫希納村达拉。分別距離伊斯克里斯基夫希納0.5公里和基斯拉杜比納1.5公里，海拔高度312米。
1988年苏梅州拉达决定废除该村庄。